# Seul (album de Garou)
Pour les articles homonymes, voir Seul.
Albums de Garou
Reviens
(2003)
Seul est le premier album studio du chanteur québécois Garou sorti en 2000.
Il se classe en tête du Top Albums en France durant cinq semaines.
Il contient la chanson Seul qui donne son titre à l'album, ainsi que le duo avec Céline Dion Sous le vent, deux titres classés numéro 1 au Top 50. L'album sera disque de diamant en France avec près de 1 600 000 exemplaires vendus, mais aussi triple disque de platine au Canada avec plus de 300 000 ventes, il sera finalement vendu à près de 3 000 000 d'exemplaires dans le monde.

## Liste des titres
| 1.    | Gitan                                  | 4:05 |
| 2.    | Que l'amour est violent                | 5:41 |
| 3.    | Demande au soleil                      | 5:34 |
| 4.    | Seul                                   | 4:41 |
| 5.    | Sous le vent (en duo avec Céline Dion) | 3:30 |
| 6.    | Je n'attendais que vous                | 5:17 |
| 7.    | Criminel                               | 3:45 |
| 8.    | Le Calme plat                          | 4:09 |
| 9.    | Au plaisir de ton corps                | 4:38 |
| 10.   | La Moitié du ciel                      | 4:11 |
| 11.   | Lis dans mes yeux                      | 4:04 |
| 12.   | Jusqu'à me perdre                      | 4:27 |
| 13.   | Gambler                                | 4:37 |
| 14.   | L'Adieu                                | 4:02 |
| 62:41 |                                        |      |

## Classements hebdomadaires
| Classement (2001)            | Meilleure position |
| ---------------------------- | ------------------ |
| Belgique (Wallonie Ultratop) | 1                  |
| France (SNEP)                | 1                  |
| Suisse (Schweizer Hitparade) | 9                  |

## Certifications
| Pays                  | Certifications |
| --------------------- | -------------- |
| Belgique (BEA)        | 2 × Platine    |
| Canada (Music Canada) | 3 × Platine    |
| France (SNEP)         | Diamant        |
| Suisse (IFPI)         | 2 × Platine    |

## Polémique à propos de la chansonCriminel
La septième chanson de l'album, qui parle d'une relation entre un homme et une jeune fille de 14 ans, fait l'objet d'attaques de la part d'associations de protection de l'enfance qui y voient une banalisation de la pédophile et une stigmatisation des victimes. Elle est à ce titre interdite sur certaines radios suisses. Garou explique de son côté qu'il s'agit d'un avertissement destiné aux jeunes filles.